# Comando Actualidad
Comando Actualidad és un programa de Televisió Espanyola que cada setmana mostra un tema d'actualitat, a través de les mirades de diferents reporters de carrer, les quals es complementen per a mostrar la totalitat del tema. La seva primera emissió va ser l'11 de març de 2008. Des de l'any 2013, els programes emesos durant l'estiu es denominen "Comando Al Sol".
Tots els reportatges poden veure's complets en Internet, a través de RTVE A la carta.

## Equip
L'equip de Comando Actualitat està format per:
- Sara Lozano
- Julia Varela
- Mario Montero
- Teresa Perales
- Mila Payo
- Mónica Hernández
- Juan Carlos Cuevas
- Silvia Sánchez
- Federico Cardelús
- Ricard Savaté

## Audiències i reportatges
| Temporada              | Núm. Episodis | Estrena                | Final                  | Audiència mitjana | Audiència mitjana | Audiència mitjana |
| Temporada              | Núm. Episodis | Estrena                | Final                  | Espectadors       | Quota             |                   |
| ---------------------- | ------------- | ---------------------- | ---------------------- | ----------------- | ----------------- | ----------------- |
| Temporada 1: 2008      |               | 11 de març de 2008     | 29 d'agost de 2008     | 870 000           | 10,5%             |                   |
| Temporada 2: 2008-2009 |               | 5 de setembre de 2008  | 29 de juliol de 2009   | 1 965 000         | 13,3%             |                   |
| Temporada 3: 2009-2010 |               | 2 de setembre de 2009  | 28 de juliol de 2010   | 3 088 000         | 16,8%             |                   |
| Temporada 4: 2010-2011 |               | 1 de setembre de 2010  | 31 d'agost de 2011     | 2 214 000         | 12,0%             |                   |
| Temporada 5: 2011-2012 |               | 7 de setembre de 2011  | 1 d'agost de 2012      | 2 189 000         | 11,3%             |                   |
| Temporada 6:2012-2013  |               | 5 de setembre de 2012  | 24 d'agost de 2013     | 1 787 000         | 9,4%              |                   |
| Temporada 7:2013-2014  |               | 4 de setembre de 2013  | 26 d'agost de 2014     | 1 846 000         | 9,8%              |                   |
| Temporada 8:2014-2015  |               | 3 de setembre de 2014  | 26 d'agost de 2015     | 1 563 000         | 8,8%              |                   |
| Temporada 9:2015-2016  |               | 3 de setembre de 2015  | 31 d'agost de 2016     | 1 318 000         | 10,9%             |                   |
| Temporada 10:2016-2017 |               | 7 de setembre de 2016  | 13 de setembre de 2017 |                   |                   |                   |
| Temporada 11:2017-2018 |               | 20 de setembre de 2017 | 3 de setembre de 2018  |                   |                   |                   |
| Temporada 12:2018-2019 |               | 17 de setembre de 2018 | 3 de setembre de 2019  |                   |                   |                   |
| Temporada 13:2019-2020 |               | 17 de setembre de 2019 |                        |                   |                   |                   |